# Paprotnik kolczysty
 Paprotnik kolczysty (Polystichum aculeatum) – gatunek byliny z rodziny nerecznicowatych. Gatunek szeroko rozprzestrzeniony na kuli ziemskiej. W Polsce występuje głównie w górach, rzadziej na wyżynach i bardzo rzadko na niżu.

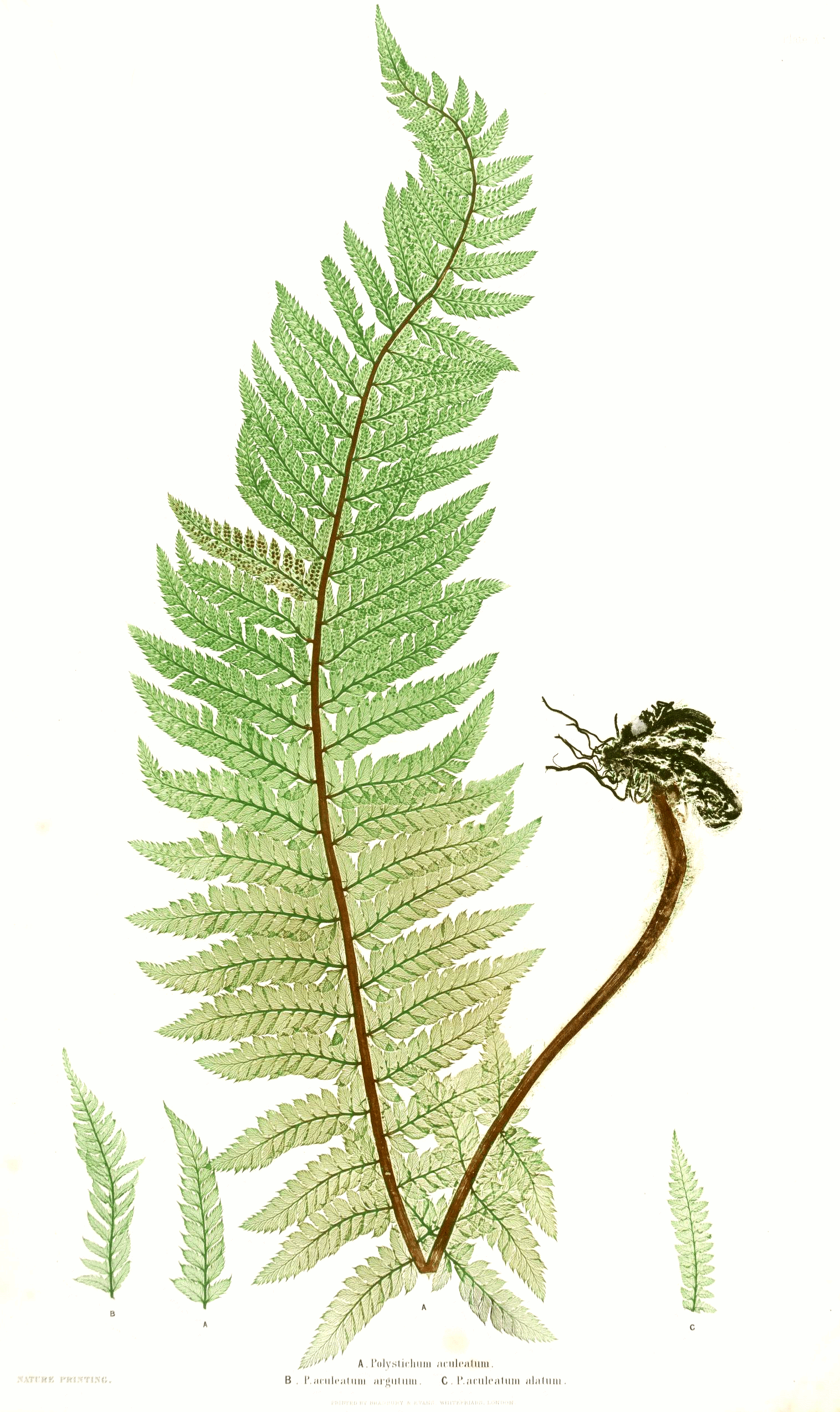
Morfologia

## Morfologia
LiścieZimozielone, lśniące, skórzaste, sztywne, długie do 100 cm, wyrastające z grubszego kłącza. Blaszki liściowe podwójnie pierzaste, o odcinkach drugiego rzędu kolczasto ząbkowanych skośnie wyrastających. W kierunku nasady zwężają się. Koliste kupki zarodni znajdują się na nerwach spodniej strony blaszki i zakryte są tarczową zawijką.
ZarodnikiWytwarzane są od lipca do sierpnia. Mają ciemnobrunatny kolor i po dojrzeniu są wyrzucane przez wysychającą i pękającą ściankę zarodni.

## Ekologia
Rośnie w półcienistych wąwozach, często skalistych, przeważnie w buczynach. Preferuje stanowiska wilgotne, gleby próchnicze na wapiennym podłożu. Hemikryptofit. W klasyfikacji zbiorowisk roślinnych gatunek charakterystyczny dla All. Tilio platyphylli-Acerion pseudoplatani.

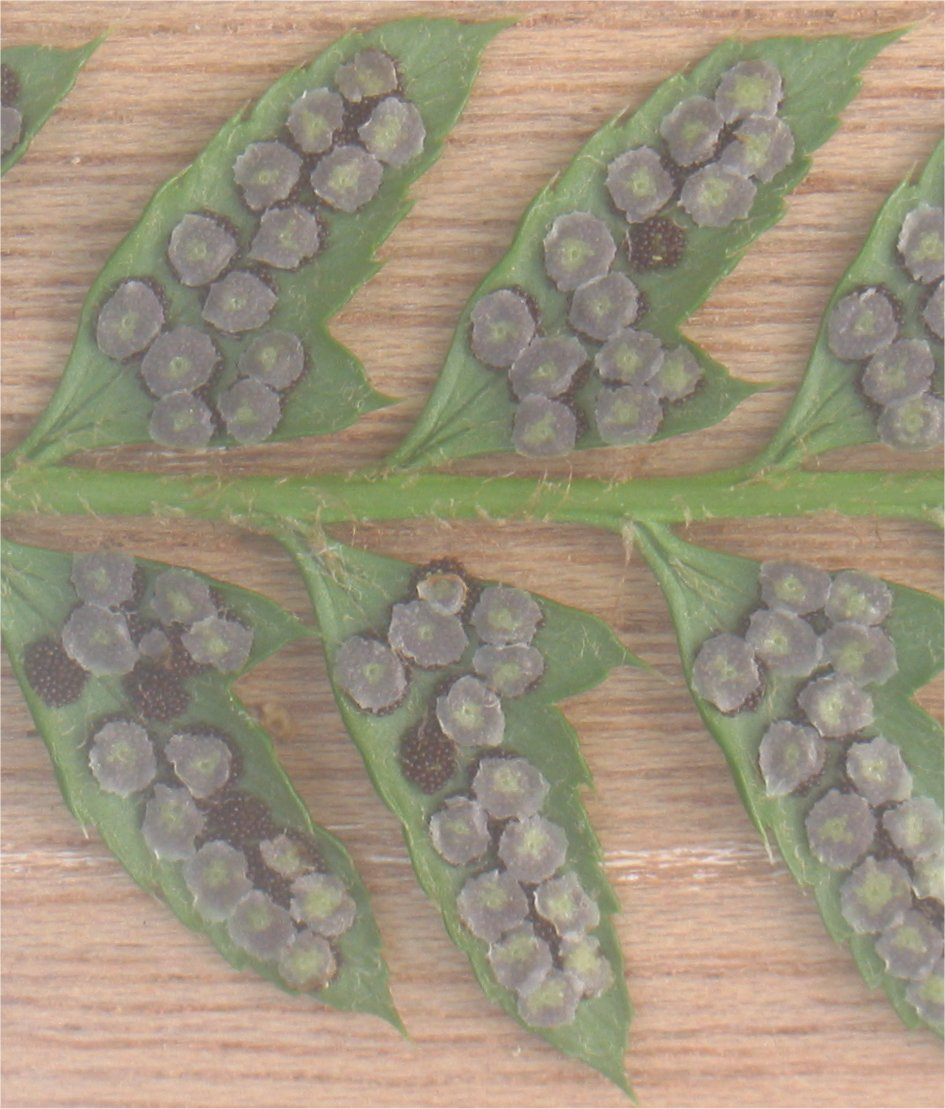
Zarodnie na spodniej stronie liścia

## Zagrożenia i ochrona
Roślina objęta w Polsce ścisłą ochroną gatunkową od 2004 roku.
Roślina umieszczona na Czerwonej liście roślin i grzybów Polski (2006) w grupie gatunków narażonych na wyginięcie na izolowanych stanowiskach, poza głównym obszarem występowania (kategoria zagrożenia [V]).

## Zastosowanie
Bywa uprawiany jako roślina ozdobna.